# Starcom: kosmiczne siły zbrojne Stanów Zjednoczonych
Starcom: kosmiczne siły zbrojne Stanów Zjednoczonych (ang. Starcom: The U.S. Space Force) – amerykański serial animowany z 1987 roku.

## Fabuła
Serial opowiada o trzech pułkownikach na pokładzie Starcomu: Johna Griffina, Paula Corbina oraz Jamesa Derringera, którzy walczą ze złym Imperium Mroku, które chce za wszelką cenę przejąć władzę nad światem.

## Wersja polska
Wersja polska: Telewizyjne Studia Dźwięku w Warszawie

Reżyseria i udźwiękowienie: Andrzej Kowal

Dialogi:
- Dorota Kawęcka,
- Andrzej Kowal,
- Zbigniew Borek

Współpraca: Dorota Kawęcka

Kierownik produkcji: Ewa Borek

Wystąpili:
- Zbigniew Borek – kmdr James „Hart” Derringer
- Jacek Bursztynowicz – kmdr John „Smyk” Griffin
- Cezary Pazura – kmdr Paul „Drągal” Corbin
- Dorota Kawęcka – 
  - por. Kelsey Carver,
  - kelnerka (odc. 3)
- Leopold Matuszczak – adm. Franklin Brickley
- Mirosław Wieprzewski – 
  - Cesarz Mrok,
  - Ribor (odc. 2),
  - sonda bojowa (odc. 2)
- Monika Gabryelewicz – 
  - Malvanna Wilde,
  - Ginny (odc. 5)
- Jacek Dzisiewicz – gen. Von Dar
- Aleksander Kalinowski – 
  - gen. Torvek
  - Shawn (odc. 2)
- Andrzej Bogusz – major Romak
- Krzysztof Ibisz – 
  - kpt. Victor Hayes (odc. 2),
  - dr Don Ostertak (odc. 4),
  - sierż. Bill Travers (odc. 6)
- Wojciech Zagórski – 
  - wspólnik Ribora (odc. 2),
  - sierż. Bob Anders (odc. 6)
- Barbara Bursztynowicz – Liana Derringer-Hayes (odc. 2)
- Bogdan Kozyra – „Rudy” (odc. 2)
- Joanna Jędryka – dr Derringer (odc. 2)
- Agata Gawrońska – Deevee (odc. 3)
- Andrzej Butruk – 
  - asystent doktora Ostertaka (odc. 4),
  - pomocnik „Drągala” (od. 5)
- Barbara Zielińska – dr Consuella O'Seanecy (odc. 6)
- Tomasz Ozga – Tommy (odc. 6)
- Halina Chrobak – Jenny (odc. 6)
- Tomasz Krupa
- Jerzy Złotnicki
- Anna Leszczyńska
- Grzegorz Pawłowski

i inni
Lektor: Janusz Szydłowski

### VHS
Serial został wydany na VHS. Dystrybucja: Eurocom.

## Odcinki
- Serial składa się z 13 odcinków.
- W Polsce serial był emitowany od 18 marca 1992 do 10 czerwca 1992 na kanale TVP2. Serial emitowany był również na kanale Fox Kids.
- TVP emitowała serial z inną kolejnością odcinków.

## Spis odcinków
| Premiera odcinka (TVP2) | N/o | Polski tytuł                      | Angielski tytuł              |
| ----------------------- | --- | --------------------------------- | ---------------------------- |
|                         |     |                                   |                              |
| SERIA PIERWSZA          |     |                                   |                              |
|                         |     |                                   |                              |
| 18.03.1992              | 01  | Wielka wpadka                     | The Long Fall                |
|                         |     |                                   |                              |
| 25.03.1992              | 02  | Niebezpieczny kulig               | Nantucket Sleighride         |
|                         |     |                                   |                              |
| 01.04.1992              | 03  | Cybernetyczny podsłuch            | Trojan Crowbar               |
|                         |     |                                   |                              |
| 08.04.1992              | 04  | Ogień i lód                       | Fire and Ice                 |
|                         |     |                                   |                              |
| 15.04.1992              | 05  | Galaktyczny puls                  | Galactic Heartbeart          |
|                         |     |                                   |                              |
| 22.04.1992              | 06  | W jaskiniach Marsa                | Caverns of Mars              |
|                         |     |                                   |                              |
| 29.04.1992              | 07  | Trudne Szkolenie                  | The Boys Who Cried Dark      |
|                         |     |                                   |                              |
| 06.05.1992              | 08  | Smutne Żniwa                      | Dark Harvest                 |
|                         |     |                                   |                              |
| 13.05.1992              | 09  | Gorący patrol                     | Hot Enough for You?          |
|                         |     |                                   |                              |
| 20.05.1992              | 10  | Zmiana Frontu                     | Turnabout                    |
|                         |     |                                   |                              |
| 27.05.1992              | 11  | Wirus w systemie                  | A Few Bugs in the System     |
|                         |     |                                   |                              |
| 03.06.1992              | 12  | Flash Maskovitz – kosmiczny kadet | Flash Moskovitz, Space Cadet |
|                         |     |                                   |                              |
| 10.06.1992              | 13  | Weteran kosmicznych szlaków       | The Last Star Ranger         |
|                         |     |                                   |                              |